# Поліноми Якобі
 Поліноми Якобі — це клас ортогональних поліномів. Вони названі на честь Карла Густава Якоба Якобі.

## Визначення
Вони походять з гіпергеометричних функцій у тих випадках, коли наступні ряди кінцеві:
{\displaystyle P_{n}^{(\alpha ,\beta )}(z)={\frac {(\alpha +1)_{n}}{n!}}\,_{2}F_{1}\left(-n,1+\alpha +\beta +n;\alpha +1;{\frac {1-z}{2}}\right),}
де {\displaystyle (\alpha +1)_{n}} є символом Похгаммера (для зростаючого факторіалу), (Абрамович і Стегун стор.561 [Архівовано 17 серпня 2005 у Wayback Machine.]) і, таким чином, явний вираз
{\displaystyle P_{n}^{(\alpha ,\beta )}(z)={\frac {\Gamma (\alpha +n+1)}{n!\,\Gamma (\alpha +\beta +n+1)}}\sum _{m=0}^{n}{n \choose m}{\frac {\Gamma (\alpha +\beta +n+m+1)}{\Gamma (\alpha +m+1)}}\left({\frac {z-1}{2}}\right)^{m},}
Звідки одне з кінцевих значень наступне.
{\displaystyle P_{n}^{(\alpha ,\beta )}(1)={n+\alpha  \choose n}.}
Для цілих {\displaystyle n\,}
{\displaystyle {z \choose n}={\frac {\Gamma (z+1)}{\Gamma (n+1)\Gamma (z-n+1)}},}
де {\displaystyle \Gamma (z)\,} — звичайна Гамма-функція, і
{\displaystyle {z \choose n}=0\quad {\hbox{for}}\quad n<0.}
Ці поліноми задовольняють умові ортогональності.
{\displaystyle \int _{-1}^{1}(1-x)^{\alpha }(1+x)^{\beta }P_{m}^{(\alpha ,\beta )}(x)P_{n}^{(\alpha ,\beta )}(x)\;dx={\frac {2^{\alpha +\beta +1}}{2n+\alpha +\beta +1}}{\frac {\Gamma (n+\alpha +1)\Gamma (n+\beta +1)}{\Gamma (n+\alpha +\beta +1)n!}}\delta _{nm}}
для {\displaystyle \alpha >-1} і {\displaystyle \beta >-1}.
Існує відношення сіметрії для поліномів Якобі.
{\displaystyle P_{n}^{(\alpha ,\beta )}(-z)=(-1)^{n}P_{n}^{(\beta ,\alpha )}(z);}
а тому інше значення поліномів:
{\displaystyle P_{n}^{(\alpha ,\beta )}(-1)=(-1)^{n}{n+\beta  \choose n}.}
Для дійсного {\displaystyle x} поліном Якобі може бути записаний наступним чином.
{\displaystyle P_{n}^{(\alpha ,\beta )}(x)=\sum _{s}{n+\alpha  \choose s}{n+\beta  \choose n-s}\left({\frac {x-1}{2}}\right)^{n-s}\left({\frac {x+1}{2}}\right)^{s}}
де {\displaystyle s\geq 0\,} і {\displaystyle n-s\geq 0\,}.
У спеціальному випадку, коли
{\displaystyle n}, {\displaystyle n+\alpha }, {\displaystyle n+\beta } і {\displaystyle n+\alpha +\beta } — невід'ємні цілі, поліном Якобі може приймати наступний вигляд
{\displaystyle P_{n}^{(\alpha ,\beta )}(x)=(n+\alpha )!(n+\beta )!\sum _{s}\left[s!(n+\alpha -s)!(\beta +s)!(n-s)!\right]^{-1}\left({\frac {x-1}{2}}\right)^{n-s}\left({\frac {x+1}{2}}\right)^{s}.}
Сума береться по всім цілим значенням {\displaystyle s}, для яких множники є невід'ємними.
Ця формула дозволяє виразити d-матрицю Вігнера {\displaystyle d_{m'm}^{j}(\phi )\;}
({\displaystyle 0\leq \phi \leq 4\pi }) у термінах поліномів Якобі
{\displaystyle d_{m'm}^{j}(\phi )=\left[{\frac {(j+m)!(j-m)!}{(j+m')!(j-m')!}}\right]^{1/2}\left(\sin {\frac {\phi }{2}}\right)^{m-m'}\left(\cos {\frac {\phi }{2}}\right)^{m+m'}P_{j-m}^{(m-m',m+m')}(\cos \phi ).}

## Похідні
k-та похідна явного виразу призводить до
{\displaystyle {\frac {\mathrm {d} ^{k}}{\mathrm {d} z^{k}}}P_{n}^{(\alpha ,\beta )}(z)={\frac {\Gamma (\alpha +\beta +n+1+k)}{2^{k}\Gamma (\alpha +\beta +n+1)}}P_{n-k}^{(\alpha +k,\beta +k)}(z).}